# Tunicella
La tunicella o tunica (letteralmente "piccola tunica") è uno dei paramenti liturgici usati nella liturgia cristiana, di solito di tessuto prezioso, ornata con ricami e/o galloni, e come gli altri paramenti può essere dei vari colori liturgici (violaceo, rosso, verde, bianco, nero o rosaceo).
Oggi la tunicella si presenta esattamente come una dalmatica: è costituita da un rettangolo di  stoffa, con un foro al centro per la testa, che ricade davanti e dietro; ha una forma squadrata e ai lati vi sono dei lacci. In origine erano diverse, la dalmatica era una veste per alti dignitari, la tunicella era più modesta, ma ora sono divenuti pressoché uguali. 
Quando questo paramento è indossato da un diacono si chiama dalmatica, quando è indossato da un suddiacono si chiama tunicella. Alcune fogge tendono a differenziare applicando maggiori decorazioni sulla dalmatica e mantenendo più semplice la tunicella.
Durante la messa solenne del rito tridentino il prete indossa la casula o pianeta, il diacono la dalmatica, il suddiacono la tunicella. Il vescovo (ad indicare la pienezza del sacerdozio) nei pontificali indossa, sotto la casula, sia la dalmatica che la tunicella.